# مش مرداسی
مش مرداسی از طوایف بختیاری است که بر پایه سازمان اجتماعی از شاخه هفت لنگ و باب بهداروند بشمار می‌آید. مردم این طایفه به زبان لری گویش بختیاری صحبت می کنند.

## تقسیمات ایلی
طایفه مش مرداسی از پنج تیره تشکیل شده است:
- قنبروند
- گردگرد
- جهانگیروند
- گزگز
- جلیلوند[۱][۲]

## زیستگاه
منطقه ییلاقی طایفه مش مرداسی در حال حاضر در منطقه گورکان در استان چهارمحال و بختیاری خلاصه می‌شود، مناطق قشلاقی  طایفه مش مرداسی از شهرستان لالی در استان خوزستان شروع می‌شود و تا اطراف شوشتر و دزفول ادامه پیدا می‌کند.  بخشی از تیره گردگرد طایفه مهشی مرداسی نیز در منطقه فلارد در استان چهارمحال و بختیاری سکونت دارند.